# Molophilus (Molophilus) wejaya
Molophilus (Molophilus) wejaya is een tweevleugelige uit de familie steltmuggen (Limoniidae). De soort komt voor in het Oriëntaals gebied.